# 다비드 실바
다비드 호수에 히메네스 실바(스페인어: David Josué Jiménez Silva, 1986년 1월 8일 ~ )는 스페인의 은퇴한 축구 선수으로 현역 시절 포지션은 미드필더였다. 주로 중앙 미드필더, 공격형 미드필더로 뛰었지만 윙어, 세컨드 스트라이커 역할 또한 수행할 수 있었다.

## 유년기
다비드 실바는 1986년 1월 8일 카나리아 제도 그란카나리아섬의 아르기네긴에서 발렌시아 CF의 경기장 에스타디오 데 메스타야의 보안을 담당했던 전직 도시 경찰관 페르난도 히메네스(스페인어: Fernando Jiménez)와 에바 실바(스페인어: Eva Silva) 사이에서 태어났다. 그의 아버지 페르난도는 카나리아 제도 출신 스페인인이며 어머니 에바는 일본계 스페인인이다.
실바는 마스팔로마스 근처의 UD 산 페르난도의 유소년팀에서 축구 경력을 시작했다. 그는 처음에 골키퍼로 뛰었으나 미카엘 라우드루프를 자신의 우상으로 삼은 뒤 윙어로 포지션을 바꿨다. 그는 14살에 발렌시아 CF 유소년팀의 제안을 받았고, 제안을 수락해 17살이 될 때까지 발렌시아의 유소년팀에서 뛰었다.

## 클럽 경력
실바는 2004년 유스로 발렌시아에 입단하였다. 하지만 2010년 발렌시아의 재정 악화로 인해 맨체스터 시티로 이적하게 되었다. 맨체스터 시티서 뛰어난 활약을 하여 팀을 6-1 대승에 기여 하였으며, 리그 맨체스터 유나이티드와의 두 번째 더비 홈에서도 뱅상 콩파니의 결승골을 코너킥에서 어시스트 하였다. 마지막 경기인 38라운드 퀸스 파크 레인저스와의 홈경기에서 추가시간에 마찬가지로 코너킥에서 에딘 제코의 두 번째 골을 어시스트 하여 팀의 48년만의 우승에 일조하였다.

### 레알 소시에다드

#### 2020-21 시즌
2020년 8월 17일 레알 소시에다드에 입단하였다.

#### 2022-23 시즌 및 은퇴
2023년 7월 19일, 실바는 왼쪽 무릎에 부상이 생겨 선수단 훈련에 불참했고 7월 20일 왼쪽 무릎의 전방 십자인대가 파열되었다는 진단을 받았다. 그는 7월 27일 선수 경력 은퇴를 발표했다.

## 국가대표 경력

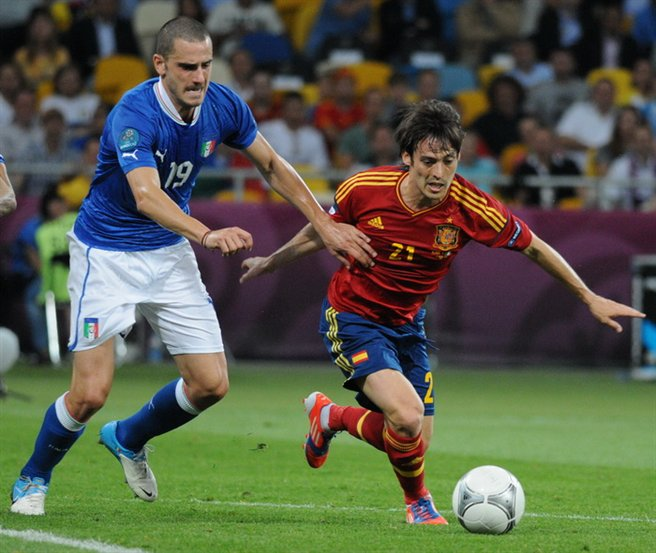
UEFA 유로 2012 결승전에서 레오나르도 보누치에게 압박을 받는 실바.

실바는 핀란드에서 열린 2003년 FIFA U-17 세계 축구 선수권 대회에서 스페인 대표팀으로 처음 출전해 3골을 기록했다. 2006년에 그는 U-21 국가대표가 되었고, 2005년 FIFA 세계 청소년 축구 선수권 대회에서 4골을 기록했다. 이 기록은 대회에서 이탈리아의 공격수인 그라치아노 펠레와 같이 득점 순위 4위를 차지했다.
2006년 11월 15일, 실바는 1-0으로 패배한 루마니아와의 친선 경기에서 성인 국가대표팀 데뷔전을 치렀고, 첫 경기에서 좋은 인상을 남기며 계속해서 국가대표팀에 차출되었다. 2007년 8월 22일, 그는 3-2로 승리한 그리스와의 친선 경기에서 두 골을 터뜨리며 국가대표팀 첫 멀티골을 기록했고, 이후 UEFA 유로 2008에 출전할 23인 명단에 차출되었다.

### UEFA 유로 2008
실바는 유로 2008에서 스페인의 6경기 중 5경기에 선발 출전했다. 인스브루크에서 열린 스웨덴과의 조별 리그 2차전에서 그는 페르난도 토레스에게 정확한 크로스를 올려 토레스의 선제골을 도왔고, 이 선제골로 스페인은 2-1 승리를 거두었다.
러시아와의 준결승전에서 실바는 세스크 파브레가스가 낮은 크로스를 전달하는 빠른 역습 상황에서 왼발로 침착하게 이고리 아킨페예프의 골문을 뚫어내며 세 번째 골을 성공시켰다. 결승전에서 그는 독일의 루카스 포돌스키와 갈등에 휘말렸다. 그가 포돌스키를 땅으로 잡아 끌자 독일 선수들은 실바에게 다가갔고, 실바는 독일 선수들과 욕설과 심한 말들을 주고 받았으나, 다행히 처벌이 이루어지진 않았다. 얼마 지나지 않아 스페인 감독 루이스 아라고네스는 그를 산티 카소를라와 교체하며 그를 진정시켰다.

### 2010년 FIFA 월드컵
실바는 2010년 FIFA 월드컵 예선전에도 꾸준히 출전했고, 남아프리카 공화국에서 열리는 월드컵 본선에 출전할 선수단에 차출되었다. 그는 1-0으로 패한 스위스와의 1차전에 출전했고, 독일과의 준결승전에서는 후반 교체 선수로 출전해 1-0 승리를 거두었다.
스페인은 결승전에서 연장전 끝에 네덜란드를 1-0으로 꺾고 마침내 첫 번째 월드컵 타이틀을 거머쥐었다.

### UEFA 유로 2012 예선
2010년 8월 11일, 멕시코와의 친선 경기에서 후반전 추가 시간 2분에 득점하며 1-1 무승부로 경기를 마쳤다. 2010년 9월 3일, 리히텐슈타인과의 UEFA 유로 2012 예선 원정 경기에서 실바는 62분에 득점을 올리며 4-0 승리를 거두는 데 일조했다. 다음 달, 살라망카에서 열린 리투아니아와의 같은 대회 예선전에서 실바는 보기 드문 헤딩골을 기록했고, 스페인은 3-1 승리를 거뒀다.

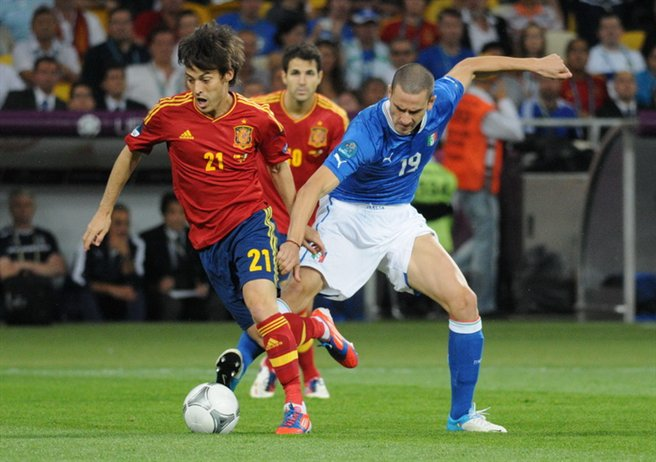
UEFA 유로 2012 결승전에서 스페인 대표로 출전한 실바 (왼쪽).

2011년 2월 9일, 콜롬비아와의 친선 경기에서 그는 경기 종료 4분을 남긴 상태에서 출전해 결승골을 기록했고, 스페인은 1-0 승리를 거두었다. 그는 스코틀랜드와의 유로 2012 예선 최종전에서 2골 1도움을 기록하며 스페인의 3-1 승리를 도왔다. 이 승리로 스페인은 예선 단계에서 전승을 기록하며 본선에 진출했다. 그는 코스타리카와의 친선전에서 스페인이 2-0으로 밀리는 상황에 교체로 출전하여 첫 골을 기록했고, 2-2 무승부를 거두는데 일조했다. 그는 베네수엘라와의 친선 경기에서 다시 한 번 득점을 올리며 2-0을 만들었고, 경기는 5-0 승리로 끝났다. 유로 2012를 앞두고 중국과의 친선 경기에서 84분에 안드레스 이니에스타의 짧은 패스를 마무리하며 득점을 올렸다.

### UEFA 유로 2012
실바는 유로 2012에서 스페인의 6경기에 모두 선발 출전했다. 이탈리아와의 대회 첫 경기에서 그는 세스크 파브레가스에게 깔끔한 패스를 넣었고, 파브레가스는 이 기회를 놓치지 않고 1-1 동점골을 기록했다.
아일랜드와의 조별 리그 2차전에서 실바는 1골 2도움을 기록하며 스페인의 4-0 승리를 도왔다. 수비수 션 세인트레저와 스티븐 워드를 제치고 마지막으로 과거 팀 동료이자 골키퍼인 셰이 기븐까지 뚫으며 넣은 골은 매우 휼륭한 골로 남아있다.
UEFA 유로 2012 결승전에서, 그는 14분에 세스크 파브레가스의 크로스를 헤딩으로 연결해 스페인에 1-0 리드를 안겨주었다. 경기는 4-0으로 마무리되었고, 실바는 대회 전체에서 2골 3도움을 기록하며 유로 2012에 참가한 모든 선수 중 가장 많은 공격 포인트 (골, 도움)를 올렸다. 그는 이러한 활약으로 UEFA 유로 2012 토너먼트의 팀에 이름을 올렸다. 그는 또한 3개의 도움을 올리며 유로 2012 공동 도움왕을 기록했다.

### 2013년 FIFA 컨페더레이션스컵
실바는 브라질에서 열린 2013년 FIFA 컨페더레이션스컵을 위한 비센테 델 보스케의 스페인 대표 23인 명단에 이름을 올렸다. 2013년 6월 20일, 그는 마라카낭에서 열린 타히티와의 조별 리그 경기에서 2골과 다비드 비야에게 1도움을 올렸다. 스페인은 10-0으로 대승을 거두었다. 스페인은 계속해서 결승전에 진출했으나, 개최국 브라질에게 3-0으로 완패했다.

### 2014년 FIFA 월드컵
실바는 2014년 월드컵을 위해 브라질로 떠난 스페인의 23인 선수단의 일원이었다. 무적함대가 4년 전 남아공에서 획득한 우승컵을 방어하기 위해 한 번 더 우승을 노리는 가운데, 실바는 바이아에서 열린 네덜란드와의 1차전에 선발 출전했다. 그러나 그들은 2010년 때처럼 오렌지 군단에게 승리를 거두지 못했고, 선제골을 기록했음에도 불구하고 5-1로 패배했다.
실바는 칠레와의 조별 리그 2차전에서 선발 출전해 90분 풀타임을 소화했다. 그러나 그들은 2-0으로 완패하고 조별 리그 단계에서 탈락을 확정짓는 최악의 상황이 펼쳐졌다.
팀의 저조한 성적에도 불구하고 실바는 스페인 대표팀의 밝은 면 중 하나였으며, 월드컵에서 스페인 선수들 중 가장 많은 7번의 득점 기회를 창출해냈다.

### UEFA 유로 2016
유로 2016은 그가 출전한 주요 대회들 중 국가대표팀을 위한 최고의 대회 중 하나였다. 대회에서 스페인의 4경기에 모두 선발 출전한 실바는 체코를 상대로 인상적인 경기를 펼치며 대회를 시작했는데, 이 경기에서 그는 6번의 득점 기회를 창출해냈으며, 이 기록은 대회 단일 경기에서 스페인 선수 중 가장 많은 기록이었다. 경기는 전 대회 우승팀의 1-0 승리로 끝났다.
니스에서 열린 튀르키예와의 조별 리그 2차전에서 실바는 튀르키예를 3-0으로 물리치며 스페인이 대회 최고의 활약을 펼치는 데 큰 역할을 했다. 실바는 내내 황홀한 경기력을 펼쳤고, 경기 후반에 그가 교체될 때 스페인과 튀르키예 팬 모두에게 기립 박수를 받았다.
실바는 크로아티아와의 조별 리그 3차전에서 90분 풀타임을 소화했다. 실바가 팀 동료인 세스크 파브레가스에게 스루 패스를 했고, 파브레가스는 알바로 모라타가 선제골을 넣도록 도왔다. 그는 나중에 페널티킥을 얻어냈지만, 세르히오 라모스가 페널티킥을 실축했다. 결국 경기는 2-1로 스페인이 패배했다. 그럼에도 불구하고 실바는 유로 2016 경기에서 스페인 선수 중 자신의 체코전 기록 다음으로 두 번째로 많은 5번의 득점 기회를 만들어냈다. 스페인은 이탈리아에게 2-0으로 패배하여 결국 16강에서 탈락했다.
실바는 90분당 평균 3.3개의 기회 창출 기록을 세웠는데, 이는 대회에서 세 번째로 높은 수치였다.

### 말년 및 은퇴

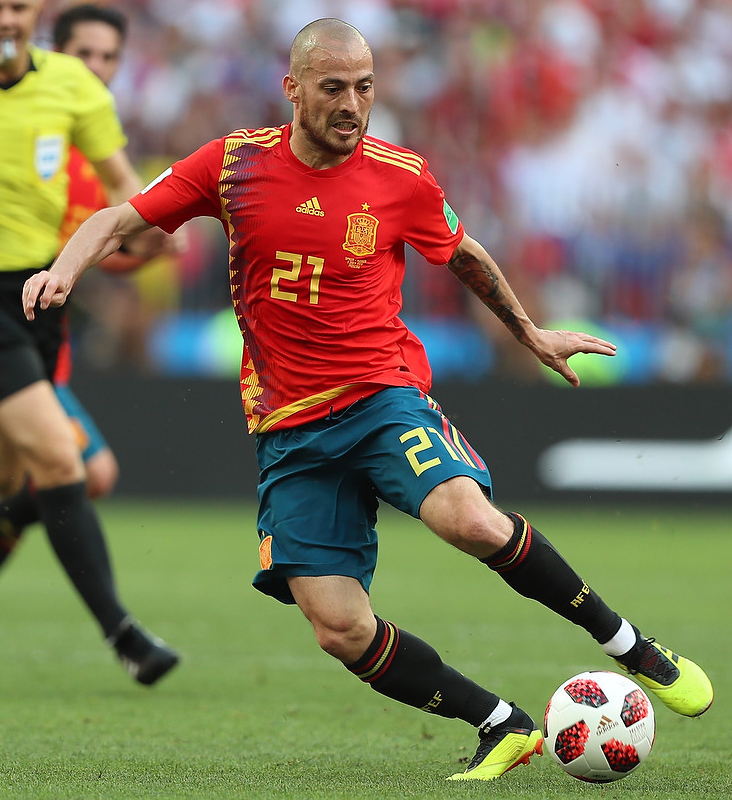
2018년 FIFA 월드컵에서 스페인 대표로 출전하는 실바.

실바는 새로운 감독 훌렌 로페테기 밑에서 12경기 9골을 기록하며 득점 기록을 이어갔다. 2018년 5월, 실바는 러시아에서 열리는 2018년 FIFA 월드컵 스페인 대표팀에 이름을 올렸다. 그는 월드컵 본선에서 모든 경기에 선발 출전했고, 그의 월드컵 여정은 결국 16강에서 개최국 러시아에 승부차기 점수 3-4로 패배하며 끝이 났다.
2018년 월드컵 이후 실바는 국가대표팀 은퇴를 선언했다. 그는 스페인 국가대표로 125경기에 출전해 35골을 기록하며 국가대표팀 무대의 마침표를 찍었다. 은퇴 후, 실바는 미드필더 안드레스 이니에스타와 차비 에르난데스에게 "역대 최고 선수 중 한 명", "스페인이 배출한 가장 재능 있는 선수 중 한 명"으로 묘사되며 그의 많은 동료들로부터 찬사를 받았다. 스페인을 2010년 월드컵과 유로 2012 우승으로 이끈 비센테 델 보스케 감독은 실바를 "스페인의 리오넬 메시"라고 칭찬하기까지 했다.

## 경력 목록
- 2003년 FIFA U-17 월드컵 국가대표
- 2005년 FIFA 세계 청소년 축구 선수권 대회 국가대표
- UEFA 유로 2008 국가대표
- 2009년 FIFA 컨페더레이션스컵 국가대표
- 2010년 FIFA 월드컵 국가대표
- UEFA 유로 2012 국가대표
- 2013년 FIFA 컨페더레이션스컵 국가대표
- 2014년 FIFA 월드컵 국가대표
- UEFA 유로 2016 국가대표
- 2018년 FIFA 월드컵 국가대표

## 출전 통계
| 클럽            | 시즌        | 리그              | 리그 | 리그 | 리그컵 | 리그컵 | 협회컵 | 협회컵 | 대륙 | 대륙 | 기타 | 기타 | 합계 | 합계 |
| 클럽            | 시즌        | 리그              | 출전 | 득점 | 출전   | 득점   | 출전   | 득점   | 출전 | 득점 | 출전 | 득점 | 출전 | 득점 |
| --------------- | ----------- | ----------------- | ---- | ---- | ------ | ------ | ------ | ------ | ---- | ---- | ---- | ---- | ---- | ---- |
| 발렌시아 B      | 2003-04     | 세군다 디비시온 B | 14   | 1    |        |        |        |        |      |      |      |      | 14   | 1    |
| 에이바르        | 2004-05     | 세군다 디비시온   | 35   | 4    |        |        |        |        |      |      |      |      | 35   | 4    |
| 셀타 비고       | 2005-06     | 라리가            | 34   | 4    |        |        | 4      | 0      |      |      |      |      | 38   | 4    |
| 발렌시아        | 2006-07     | 라리가            | 36   | 4    |        |        | 4      | 2      | 11   | 3    |      |      | 51   | 9    |
| 발렌시아        | 2007-08     | 라리가            | 34   | 5    |        |        | 8      | 1      | 8    | 1    |      |      | 50   | 7    |
| 발렌시아        | 2008-09     | 라리가            | 19   | 4    |        |        | 3      | 0      | 3    | 1    | 2    | 1    | 27   | 6    |
| 발렌시아        | 2009-10     | 라리가            | 30   | 8    |        |        | 2      | 1      | 8    | 1    |      |      | 40   | 10   |
| 소계            | 소계        | 소계              | 153  | 25   | -      | -      | 21     | 4      | 30   | 6    | 2    | 1    | 168  | 32   |
| 맨체스터 시티   | 2010-11     | 프리미어리그      | 35   | 4    | 1      | 0      | 7      | 1      | 10   | 1    |      |      | 53   | 6    |
| 맨체스터 시티   | 2011-12     | 프리미어리그      | 36   | 6    | 1      | 0      | 1      | 0      | 10   | 2    | 1    | 0    | 49   | 8    |
| 맨체스터 시티   | 2012-13     | 프리미어리그      | 32   | 4    |        |        | 5      | 1      | 3    | 0    | 1    | 0    | 41   | 5    |
| 맨체스터 시티   | 2013-14     | 프리미어리그      | 27   | 7    | 4      | 0      | 3      | 0      | 6    | 1    |      |      | 40   | 8    |
| 맨체스터 시티   | 2014-15     | 프리미어리그      | 32   | 12   | 1      | 0      | 2      | 0      | 6    | 0    | 1    | 0    | 42   | 12   |
| 맨체스터 시티   | 2015-16     | 프리미어리그      | 24   | 2    | 4      | 0      |        |        | 8    | 2    |      |      | 36   | 4    |
| 맨체스터 시티   | 2016-17     | 프리미어리그      | 34   | 4    |        |        | 4      | 2      | 7    | 1    |      |      | 45   | 7    |
| 맨체스터 시티   | 2017-18     | 프리미어리그      | 29   | 9    | 2      | 1      | 2      | 0      | 7    | 0    |      |      | 40   | 10   |
| 맨체스터 시티   | 2018-19     | 프리미어리그      | 33   | 6    | 3      | 0      | 5      | 1      | 9    | 3    |      |      | 50   | 10   |
| 맨체스터 시티   | 2019-20     | 프리미어리그      | 27   | 6    | 3      | 0      | 5      | 0      | 4    | 0    | 1    | 0    | 40   | 6    |
| 소계            | 소계        | 소계              | 309  | 60   | 19     | 1      | 34     | 5      | 70   | 11   | 4    | 0    | 436  | 76   |
| 레알 소시에다드 | 2020-21     | 라리가            | 21   | 2    |        |        | 1      | 0      | 5    | 0    |      |      | 27   | 2    |
| 레알 소시에다드 | 2021-22     | 라리가            | 25   | 2    |        |        | 3      | 0      | 4    | 0    |      |      | 32   | 2    |
| 레알 소시에다드 | 2022-23     | 라리가            | 28   | 2    |        |        | 1      | 0      | 5    | 1    |      |      | 34   | 3    |
| 소계            | 소계        | 소계              | 74   | 6    | -      | -      | 5      | 0      | 14   | 1    | -    | -    | 93   | 7    |
| 커리어 합계     | 커리어 합계 | 커리어 합계       | 585  | 96   | 19     | 1      | 60     | 9      | 114  | 18   | 6    | 1    | 784  | 15   |

## 수상 내역

#### 발렌시아
- 국왕컵 : 2007/08

#### 맨체스터 시티
- 프리미어리그 : 2011/12, 2013/14, 2017/18, 2018/19
- FA 커뮤니티 실드 : 2012, 2018, 2019
- EFL컵 : 2013/14, 2015/16, 2017/18, 2018/19, 2019/20
- FA컵 : 2010/11, 2018/19

#### 레알 소시에다드
- 국왕컵 : 2019/20

#### 스페인
- FIFA 월드컵 : 2010
- UEFA 유로 : 2008, 2012
- UEFA U-19 유로 : 2004
- FIFA 컨페더레이션스컵 : 준우승 (2013)
- FIFA U-17 월드컵 : 준우승 (2003)

### 개인
- PFA 올해의 팀 : 2011-12, 2017-18, 2019-20
- 프리미어리그 도움왕 : 2011-12
- 프리미어리그 이 달의 선수상 : 2011년 9월
- 국왕컵 도움왕 : 2007-08
- UEFA 유로 도움왕 : 2012
- UEFA 유로 올스타팀 : 2012
- FIFA U-17 월드컵 브론즈볼 : 2003
- ESM 올해의 팀 : 2017-18
- 맨체스터 시티 올해의 선수 : 2011-12[42], 2016-17[43]
- 맨체스터 시티 이 달의 선수 : 2010년 10월 & 11월 & 12월, 2011년 9월, 2014년 3월
- 레알 소시에다드 이 달의 선수 : 2020년 11월
- 페드로 사발라 어워드 : 2005
- 아스투리아스 공상 : 2010
- 카나리아 제도 공로장 : 2010
- 스페인 왕립 협회 금십자상 : 2011

## 같이 보기
- A매치 100경기 이상 출전한 축구 선수 명단